# Таддея Висконти
Таддея Висконти (итал. Taddea Visconti; 1351, Милан — 28 сентября 1381, Мюнхен) — представительница семейства Висконти, правившего Миланом с 1277 по 1447 годы. Она была первой женой герцога Баварии Стефана III и матерью французской королевы Изабеллы Баварской, супруги французского короля Карла VI Безумного.

## Семья
Таддея родилась в Милане в 1351 году не раньше 27 июня и была старшим ребёнком Бернабо Висконти, господина Милана и его жены Беатриче Реджины делла Скалла. Помимо неё в семье было ещё пятнадцать детей. По отцовской линии она приходилась внучкой господина Милана Стефано Висконти и Валентины Дориа, по материнской её дедушкой и бабушкой были Мастино II делла Скала и Таддея де Карра.
Её отец, беспощадный деспот, постоянно находился в состоянии войны с папой, в 1385 году был низложен своим племянником и одновременно зятем Джаном Галеаццо Висконти, и позднее был отравлен в замке Треццо-суль-Адда.

## Замужество
Бавария была самым процветающим из немецких государств того времени. И Бернабо сумел устроить браки четырёх своих отпрысков с представителями Виттельсбахов, правившей в Баварии фамилией. Старшая дочь Таддея, была одной из этих четырёх.
В 1367 году Таддея вышла замуж за Стефана, который 13 мая 1375 года стал герцогом Баварии Стефаном III (правил совместно со своими братьями Фридрихом и Иоганном II). Бернабо дал за дочерью 100 000 золотых дукатов приданого. О супруге Таддеи Стефане говорили, что будучи безрассудным, блудливым, одержимым турнирами и войнами, он хорошо подходит для дочери Висконти.
В браке родилось трое детей:
- Людвиг VII, герцог Баварский (ок. 1368 — 2 мая 1447) в первом браке с Анной де Бурбон, во втором с Екатериной Алансонской. От обеих жен имел потомство, как и от многочисленных любовниц.
- Изабелла Баварская (начало 1370 — 24 сентября 1435) королева-консорт французского короля Карла VI Безумного.
- безымянный сын (родился и умер в 1377)

Таддея скончалась 28 сентября 1381 года в возрасте тридцати лет в Мюнхене и была похоронена в Соборе Святой Богородицы. Чуть меньше, чем через 4 года её дочь Изабелла стала королевой-консортом Франции. Её муж повторно женился лишь в 1401 году. Его брак с Изабеллой Клевской остался бездетным.